# 100 років Київському національному економічному університету (срібна монета)
«100 ро́ків Ки́ївському націона́льному економі́чному університе́ту» — срібна ювілейна монета номіналом 5 гривень, випущена Національним банком України, присвячена Київському національному економічному університету імені Вадима Гетьмана, який був створений на базі перших в Україні Вищих комерційних курсів, заснованих у Києві 1906 року. Значний досвід і творчий потенціал вишу дозволили йому стати одним з лідерів перебудови вищої школи і науки в умовах становлення незалежної України та формування ринкових відносин в українській економіці.
Монету введено в обіг 24 березня 2004 року. Вона належить до серії «Вищі навчальні заклади України».

## Опис монети та характеристики
| Номінал грн. | Метал            | Маса, г       | Діаметр, мм | Якість виготовлення | Гурт     | Тираж, штук |
| ------------ | ---------------- | ------------- | ----------- | ------------------- | -------- | ----------- |
| 5            | срібло 925 проби | 15,55 / 16,81 | 33,0        | пруф                | рифлений | 5 000       |

### Аверс
На аверсі монети розміщено композицію з ліній, які символічно відтворюють динаміку сучасних світових економічних процесів, міжнародних математичних знаків та знака гривні. На тлі композиції розміщено напис «НАЦІОНАЛЬНИЙ БАНК УКРАЇНИ», під ним — малий Державний Герб України (угорі), рік карбування монети «2006» (праворуч) та написи — «5/ ГРИВЕНЬ», позначення металу та його проби — «Ag 925», маса в чистоті — «15,55»; логотип Монетного двору Національного банку України.

### Реверс

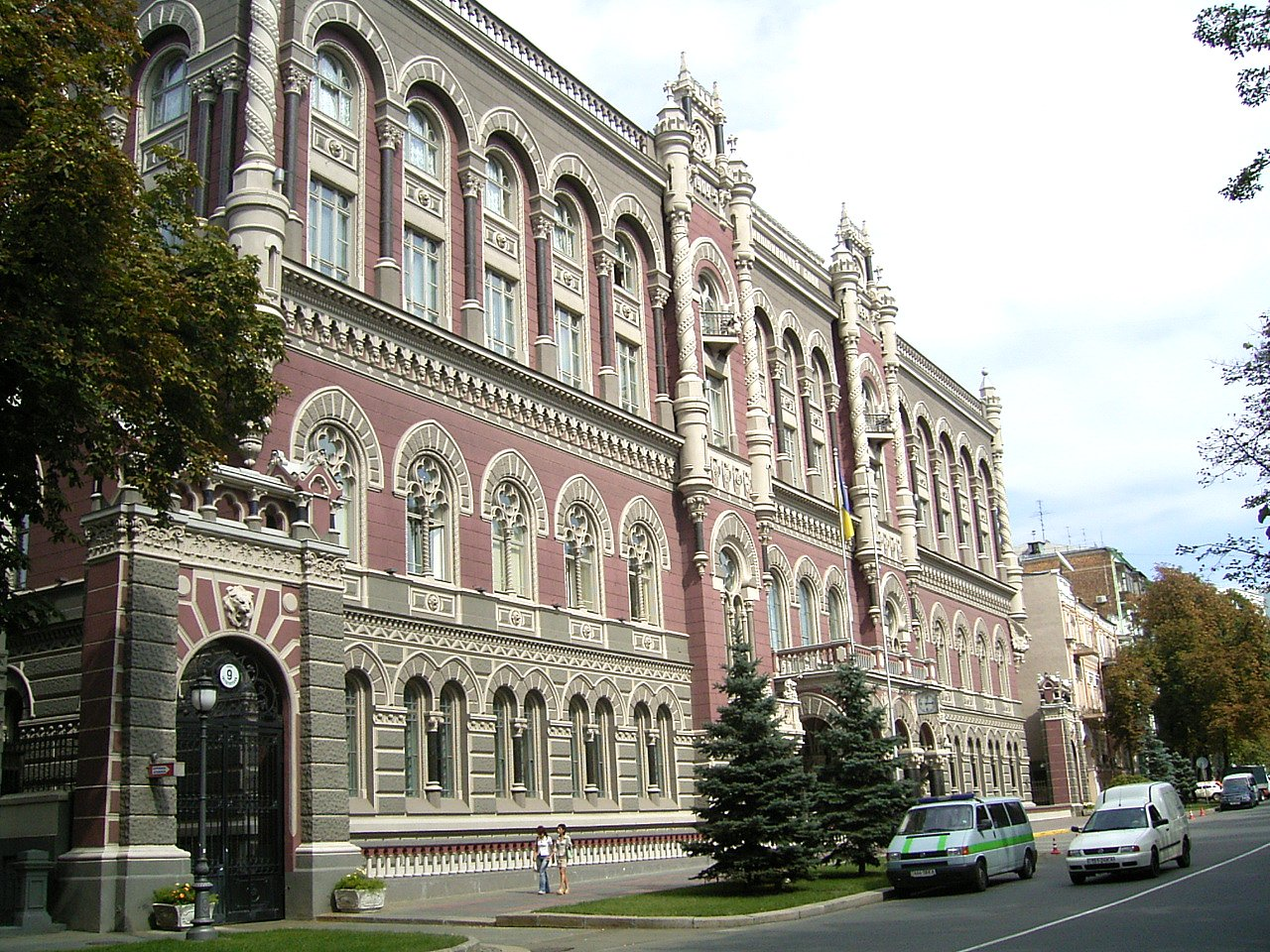
Будівля Національного банку України

На реверсі монет зображено будівлю вишу, над якою зазначено рік його заснування — «1906», розміщено написи: унизу у два рядки — «100 РОКІВ», по колу — «КИЇВСЬКИЙ НАЦІОНАЛЬНИЙ ЕКОНОМІЧНИЙ УНІВЕРСИТЕТ ІМЕНІ ВАДИМА ГЕТЬМАНА».

## Автори
- Художник — Бєляєв Сергій.
- Скульптори: Чайковський Роман, Іваненко Святослав.

## Вартість монети
Ціна монети — 352 гривні, була вказана на сайті Національного банку України в 2015 році.
Фактична приблизна вартість монети з роками змінювалася так:
| Рік        | 2010 | 2011 | 2012 | 2013 | 2014 | 2015 | 2016 | 2017 | 2018 | 2019 | 2020 | 2021 | 2022 | 2023 | 2024 | 2025  |
| ---------- | ---- | ---- | ---- | ---- | ---- | ---- | ---- | ---- | ---- | ---- | ---- | ---- | ---- | ---- | ---- | ----- |
| Ціна, грн. | 270  | 300  | 300  | 300  | 320  | 440  | 550  | 750  | 530  | 440  | 440  | 550  | 600  | 830  | 980  | 1 750 |